# 2,2,4-Trimethylpentan
2,2,4-Trimethylpentan (häufig auch Isooctan genannt) ist eine farblose flüssige chemische Verbindung, die zur Gruppe der gesättigten, verzweigten Kohlenwasserstoffe (Alkane) gehört. Es ist ein Isomer des Octans. Mit Hilfe von 2,2,4-Trimethylpentan wurde die Skala der Oktanzahlen festgelegt, ein Maß für die Klopffestigkeit eines Ottokraftstoffes. 2,2,4-Trimethylpentan wird dabei per definitionem die Oktanzahl 100 zugewiesen.

## Gewinnung und Darstellung
2,2,4-Trimethylpentan wird durch Dimerisation und anschließende Hydrierung von Isobuten oder aus Isobuten und Isobutan gewonnen.

## Eigenschaften

### Physikalische Eigenschaften
2,2,4-Trimethylpentan ist eine farblose Flüssigkeit mit einem benzinartigen Geruch. Der Siedepunkt liegt bei Normaldruck bei 99 °C. Die molare Verdampfungsenthalpie beträgt 30,79 kJ·mol−1. Die Dampfdruckfunktion ergibt sich nach Antoine entsprechend log10(P) = A−(B/(T+C)) (P in bar, T in K) mit A = 3,93679, B = 1257,840 und C = −52,415 im Temperaturbereich von 297,5 K bis 373,3 K. Als kritische Daten sind die kritische Temperatur mit Tc = 270,65 °C, der kritische Druck mit pc = 25,7 bar und ein azentrischer Faktor mit ωc = 0,30346 bekannt. Die Löslichkeit in Wasser ist bei 25 °C mit 2,2·10−4 Ma% äußerst gering. Umgekehrt lösen sich bei 25 °C nur 0,011 Ma% Wasser in 2,2,4-Trimethylpentan. Die Verbindung bildet mit einer Reihe anderer Lösungsmittel azeotrop siedende Gemische. Die azeotropen Zusammensetzungen und Siedepunkte finden sich in der folgenden Tabelle. Keine Azeotrope werden mit n-Heptan, n-Octan, Cyclohexan, Toluol, Ethylbenzol und Tetrachlormethan gebildet.
| Azeotrope mit verschiedenen Lösungsmitteln |        |        |          |         |            |            |            |           |             |
| Lösungsmittel                              |        | Wasser | Methanol | Ethanol | n-Propanol | 2-Propanol | Isobutanol | 2-Butanol | Acetonitril |
| Gehalt C8H18                               | in Ma% | 89     | 47       | 58      | 59         | 46         | 73         | 66        | 40          |
| Siedepunkt                                 | in °C  | 79     | 59       | 72      | 85         | 77         | 92         | 88        | 69          |

### Sicherheitstechnische Kenngrößen
2,2,4-Trimethylpentan bildet leicht entzündliche Dampf-Luft-Gemische. Die Verbindung hat einen Flammpunkt bei −9 °C. Der Explosionsbereich liegt zwischen 0,7 Vol.‑% (34 g/m3) als untere Explosionsgrenze (UEG) und 6 Vol.‑% (290 g/m3) als obere Explosionsgrenze (OEG).) Der maximale Explosionsdruck beträgt 9 bar. Die Grenzspaltweite wurde mit 0,98 mm bestimmt. Es resultiert damit eine Zuordnung in die Explosionsgruppe IIA. Mit einer Mindestzündenergie von 1,35 mJ sind Dampf-Luft-Gemische extrem zündfähig. Die Zündtemperatur beträgt 410 °C. Der Stoff fällt somit in die Temperaturklasse T2.

## Verwendung
- Verbesserung der Klopffestigkeit in Ottokraftstoffen
- Flugzeugtreibstoff (Brennwert: 44,7 MJ/kg)
- Lösungsmittel für Lacke
- wird zur Herstellung von Paraffin (z. B. für Kerzen) oder bestimmten Arten von Polyethylen verwendet
- Trägerstoff / Matrix für chemische Analysen, speziell in der Petrolchemie